# دونالد نيكول
دونالد نيكول (بالإنجليزية: Donald Nicol)‏ (و. 1923 – 2003 م) هو باراميدك، ومؤرخ، وأستاذ جامعي، ومختص في الدراسات البيزنطية بريطاني، ولد في بورتسموث، وكان عضوًا في الأكاديمية الملكية الأيرلندية، والأكاديمية البريطانية، توفي في كامبريج، عن عمر يناهز 80 عاماً.

## التعليم
تعلم في كلية بمبروك ‏، وKing Edward VII School, Sheffield ‏، ومدرسة القديس بولس ‏.

## جوائز
حصل على جوائز منها:
- زمالة الأكاديمية البريطانية.